# 新里站 (青森縣)

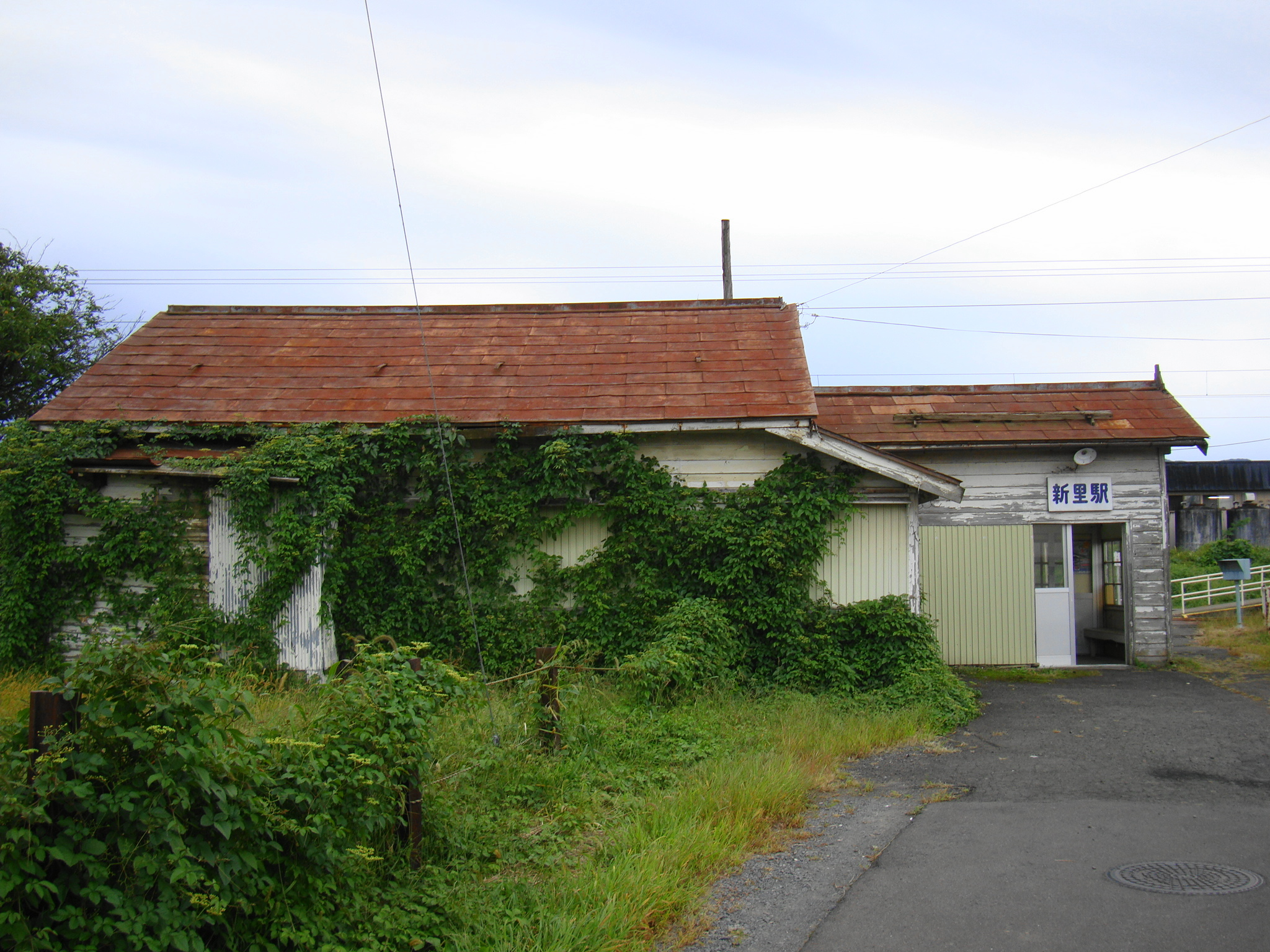
翻新前的車站大樓

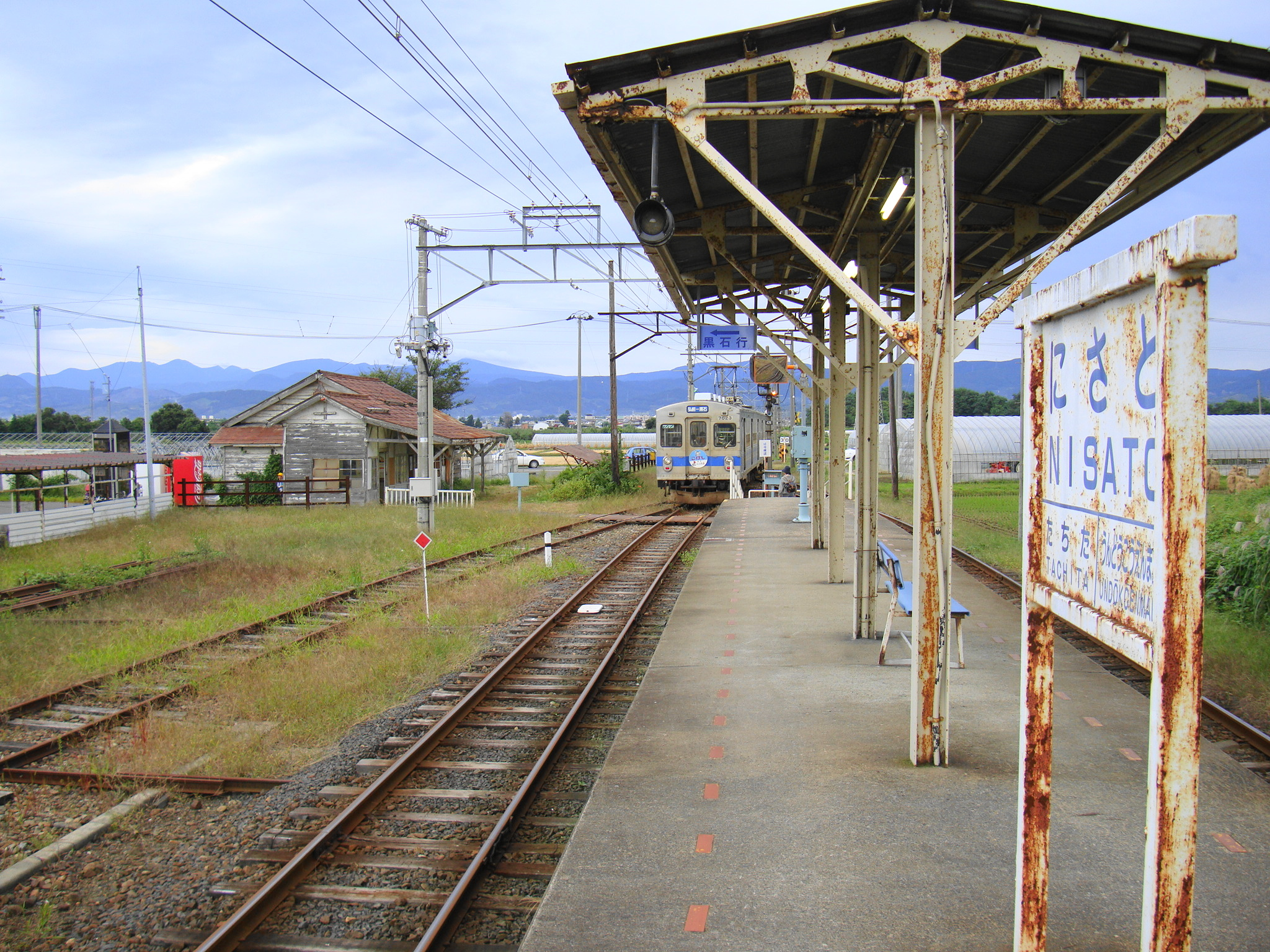
月台

新里站（日语：／ Nisato eki */?）是位於青森縣弘前市大字新里字東里見14番2號，弘南鐵道的弘南線車站。

## 車站構造
木建單層站房1座，設有原站務室及候車室。無人化後，站務室改作為儲物之用。
月台與站房以平交道相連。通過開放式閘口後便可跨過往黑石方的路軌進入月台。

## 月台配置
島式月台1座，為列車可交會車站，但現時在定期列車中，並沒有安排列車進行交會。採用鋼架承擔托水泥板而建成的月台，鋼架支拄底部再加以水泥底座加強鞏固。而北端路軌旁亦有一條側線，可由館田一端駛入，但靠向運動公園的一方則被截斷。另外用作停舊蒸氣火車頭的側軌亦在這邊
雖然設有多於一個月台，但本站並未採用月台編號，月台上只以「黑石方」及「弘前方」標示行車方向。所有列車採用左側入站模式。
| 月台     | 路線    | 方向 | 目的地   |
| -------- | ------- | ---- | -------- |
| 北端月台 | ■弘南綫 | 上行 | 黑石方向 |
| 南端月台 | ■弘南綫 | 下行 | 弘前方向 |

## 歷史
- 1927年9月7日：車站啟用（停留所）。
- 1951年9月18日：升級至停車場。
- 1959年7月15日：開始起卸貨物業務。
- 1968年10月3日：成為業務委託車站。
- 1971年10月1日：結束貨物起卸業務。
- 1972年7月1日：結束業務委託，成為無人車站。
- 1973年4月1日：再次變成業務委託車站。
- 1987年11月16日：再次結束業務委託，再次成為無人車站。
- 2011年11月：站房翻新。
- 2023年4月12日：增設車站編號[1]。

## 使用狀況
| 1日上落車人次 | 1日上落車人次 |
| 年度          | 1日平均人次   |
| ------------- | ------------- |
| 2011年        | 81            |
| 2012年        | 82            |
| 2013年        | 83            |
| 2014年        | 95            |
| 2015年        | 87            |
| 2016年        | 77            |
| 2017年        | 72            |
| 2018年        | 39            |
| 2019年        | 34            |
| 2020年        | 55            |
| 2021年        | 53            |
| 2022年        | 28            |

## 其他
在鰺澤町公所長年保存的8620形48640號機轉讓給NPO法人五能線活性化倶樂部 （页面存档备份，存于）。在2011年（平成23年）11月14日，機車遷移至此站內保存。另外，48640號機在同年12月4日舉行揭幕儀式。

## 相鄰車站
弘南鐵道
 ■弘南線
運動公園前－新里－館田

## 外部連結
- 新里站 （页面存档备份，存于）（日語） （各站資訊） - 弘南鐵道